# Reinado Nacional del Café 2008
El Reinado Nacional del Café realizó su 26.a edición el 6 de julio de 2008 en Calarcá, Quindío. En la velada de elección y coronación, la Reina Nacional del Café 2007, Ludivia Díaz Trujillo, entregó la corona a su sucesora, la Señorita Antioquia, Alejandra Mesa Estrada.
Alejandra representó a Colombia en el Reinado Internacional del Café 2009, realizado en Manizales, Caldas, obteniendo el título y así la 5.ª corona para Colombia.

## Resultados
| Título                          | Candidata                                                        |
| ------------------------------- | ---------------------------------------------------------------- |
| Reina Nacional del Café 2008    | - Alejandra Mesa Estrada Señorita Antioquia                      |
| Virreina Nacional del Café 2008 | - Leidy Marcela Mejía Urrego Señorita Quindío                    |
| Primera Princesa                | - María Angélica Jaramillo Alzate Señorita Barranquilla D.E.I.P. |
| Segunda Princesa                | - Laura Marcela de León Céspedes Señorita Bolívar                |
| Tercera Princesa                | - Johanna Milena Díaz Lastra Señorita Cartagena, D.T. y C.       |

## Candidatas
20 candidatas participaron en la versión 2008 del Reinado Nacional del Café.
| Candidata                         | Nombre                           | Edad | Estatura | Medidas  | Procedencia         |
| --------------------------------- | -------------------------------- | ---- | -------- | -------- | ------------------- |
| Señorita Antioquia                | Alejandra Mesa Estrada           | 21   | 1.75     | 90-62-92 | Medellín            |
| Señorita Barranquilla D.E.I.P.    | María Angélica Jaramillo Alzate  | 18   | 1.75     | 90-60-90 | Barranquilla        |
| Señorita Bogotá D. C.             | Dayanni Smith Enciso Suárez      | 22   | 1.68     | 88-60-92 | Bogotá              |
| Señorita Bolívar                  | Laura Marcela de León Céspedes   | 18   | 1.70     | 87-60-90 | Cartagena de Indias |
| Señorita Buenaventura D.E.I.P y B | Hazel Yurani Chunga Alomia       | 18   | 1.76     | 90-58-96 | Buenaventura        |
| Señorita Caldas                   | Marissa Catalina Pérez Díaz      | 20   | 1.67     | 88-62-94 | Manizales           |
| Señorita Cartagena, D.T. y C.     | Johanna Milena Díaz Lastra       | 20   | 1.71     | 88-60-89 | Cartagena de Indias |
| Señorita Casanare                 | Johanna Rodríguez Medina         | 19   | 1.75     | 90-65-90 | Yopal               |
| Señorita Cauca                    | Tatiana Prado Sánchez            | 19   | 1.70     | 89-60-90 | Popayán             |
| Señorita Córdoba                  | Maybet Mariana Alean Ortega      | 17   | 1.70     | 81-64-90 | Montería            |
| Señorita Guajira                  | Estefany Gonzalez de la Hoz      | 19   | 1.70     | 84-60-90 | Riohacha            |
| Señorita Meta                     | María Paula Estupiñán Tiuso      | 22   | 1.70     | 92-62-92 | Villavicencio       |
| Señorita Nariño                   | Briggite Geraldine Bolaños Chalá | 17   | 1.72     | 92-62-92 | Pasto               |
| Señorita Norte de Santander       | María Ximena Ortiz Ramírez       | 19   | 1.74     | 86-62-92 | Cúcuta              |
| Señorita Quindío                  | Leidy Marcela Mejía Urrego       | 20   | 1.79     | 90-60-93 | Armenia             |
| Señorita Risaralda                | María Lizeth Arbeláez Quintero   | 18   | 1.68     | 90-60-90 | Pereira             |
| Señorita Santa Marta              | Yocelyn Angarita Caballero       | 22   | 1.73     | 88-62-96 | Santa Marta         |
| Señorita Santander                | Deysi Andrea Perlaza Plazas      | 20   | 1.70     | 87-61-94 | Bucaramanga         |
| Señorita Tolima                   | Lizeth Juliana Puentes Suárez    | 17   | 1.70     | 84-65-86 | Ibagué              |
| Señorita Valle                    | Lizeth Catherine Parra Angarita  | 16   | 1.72     | 84-60-92 | Cali                |